# Martinovice
Martinovice jsou místní část obce Sukorady. Nachází se asi 1,5 kilometru severovýchodně od Sukorad v okrese Mladá Boleslav ve Středočeském kraji. Okrajem vesnice vede silnice I/16.

## Historie
První písemná zmínka o vesnici pochází z roku 1577.

## Další fotografie

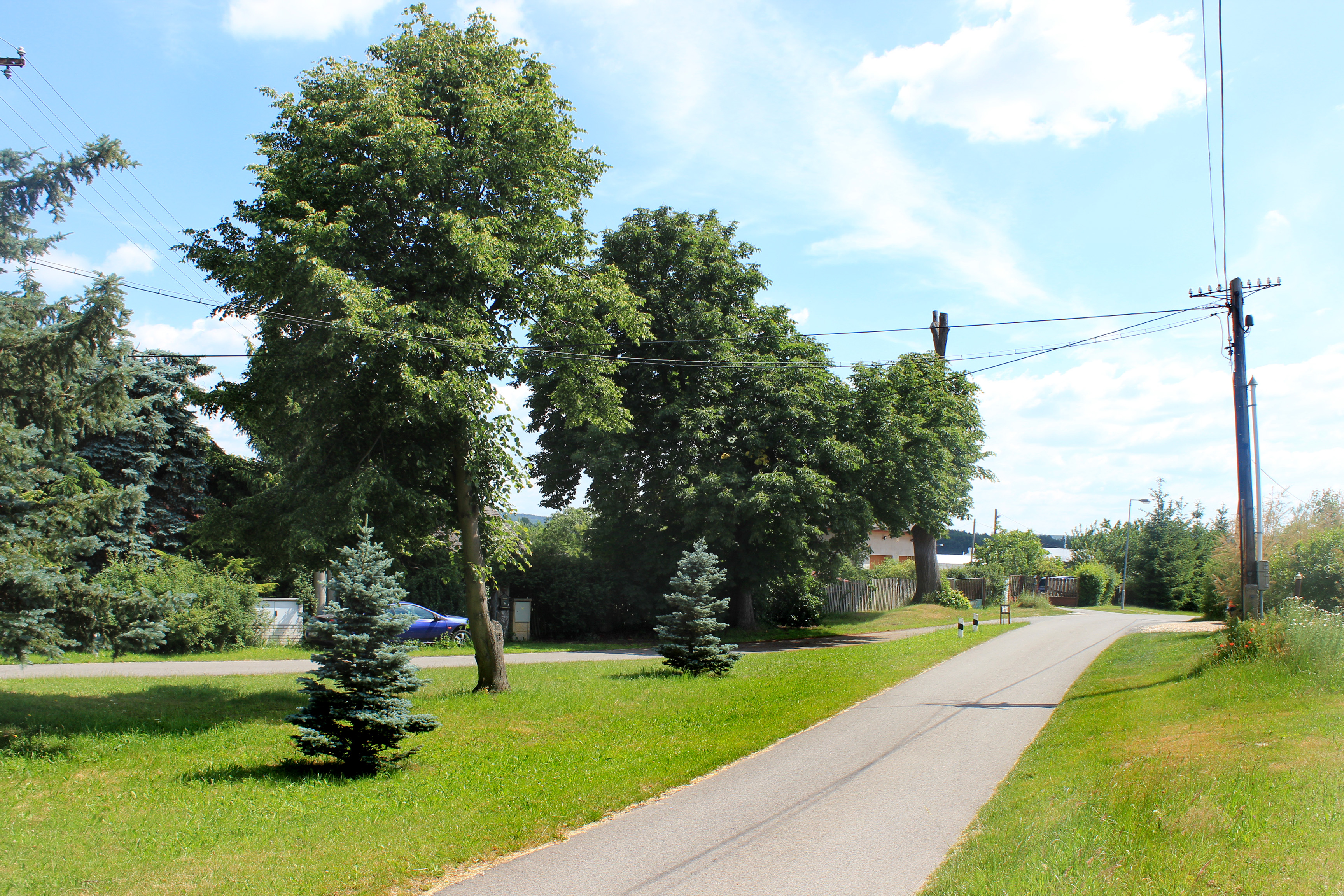
Malá náves
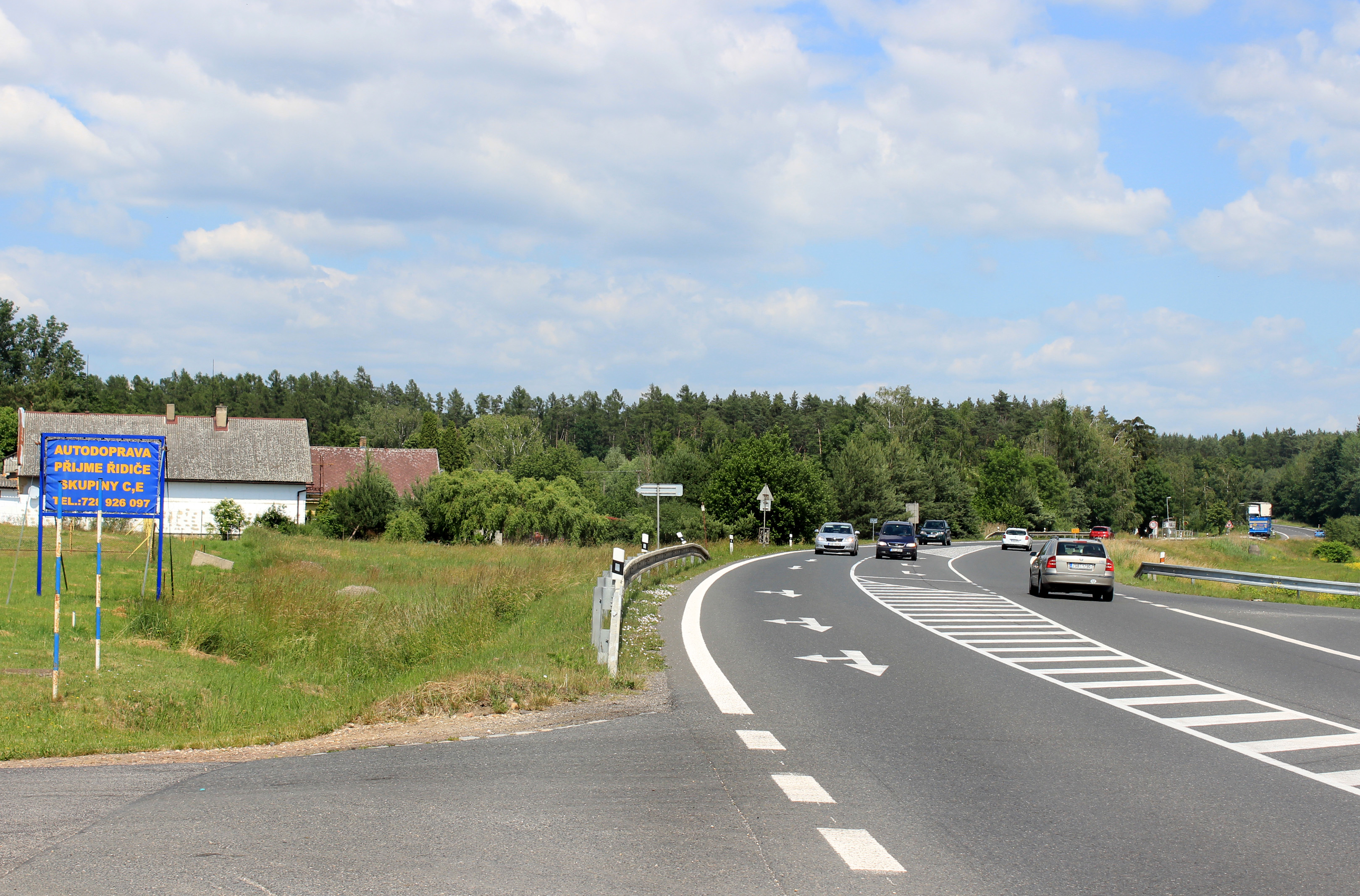
Silnice I. třídy č. 16
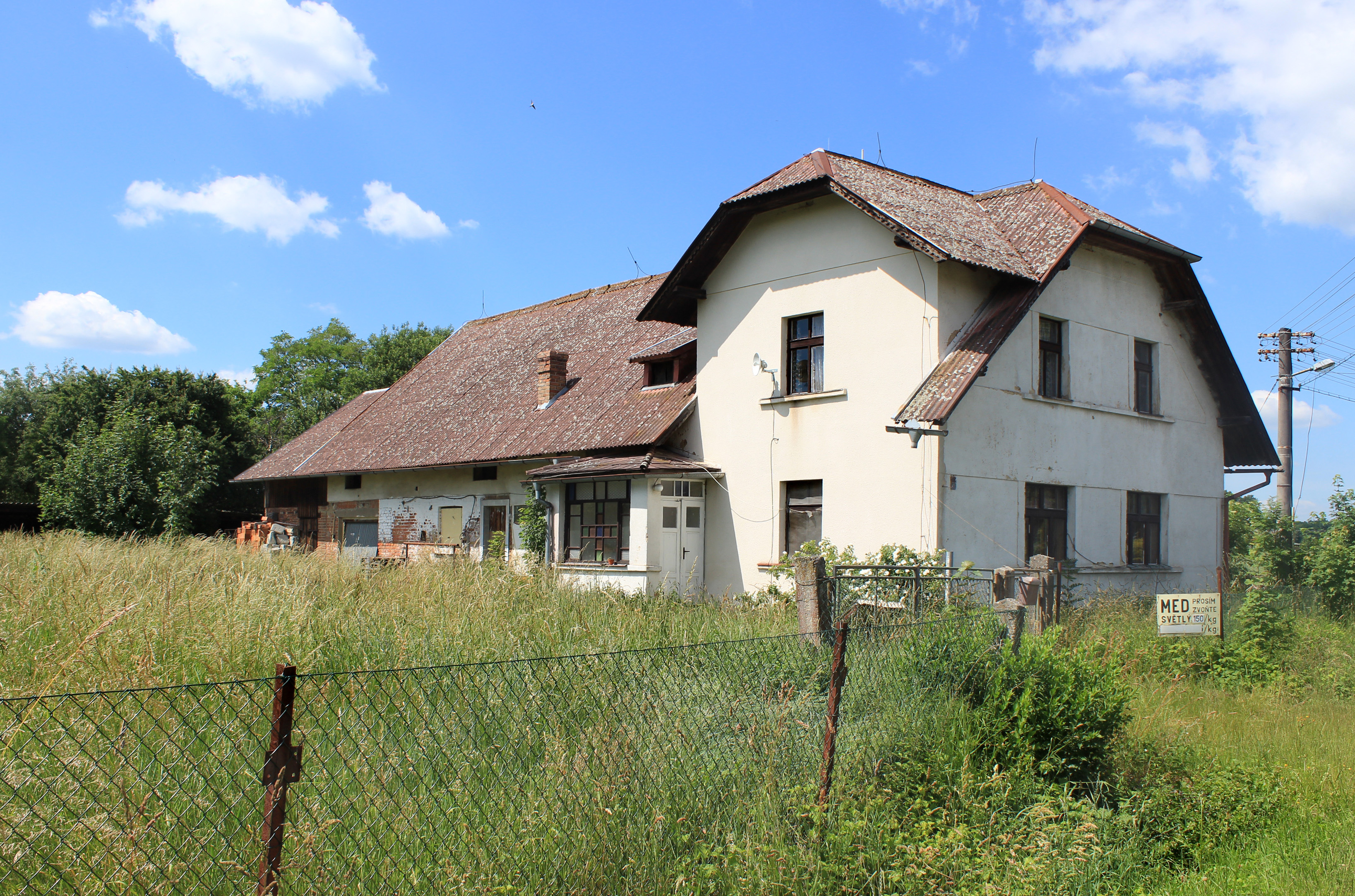
Dům čp. 23